# Casshern
Casshern es una película japonesa del género de ciencia ficción ("tokusatsu" por su sinónimo en japonés) de 2004, dirigida por Kazuaki Kiriya. La película es una libre adaptación de la serie de anime Sentai Shinzō Ningen Casshern (conocida en América Latina como Superboy Galáctico), de Tatsunoko Production y emitida por la cadena Fuji TV entre 1973 y 1974.

## Argumento
En un futuro cercano y tras cincuenta años de lucha entre la Confederación Europea occidental y la Gran federación Asiática, esta última se proclama potencia hegemónica en el mundo, pero a un elevadísimo coste. El empleo de armas bacteriológicas y nucleares ha provocado sean comunes las epidemias y las mutaciones. El prestigioso científico Kotaro Azuma descubre una nueva tecnología basada en unas células llamadas Neocitos, que permitirían la fabricación y reemplazo de cualquier órgano. Al mismo tiempo, su hijo, Tetsuya Azuma, decide alistarse en el ejército para combatir a los terroristas que todavía luchan contra el nuevo régimen, dejando a Luna, su prometida, y a Midori, su madre invidente. Durante una batalla, Tetsuya es alcanzado por una granada y fallece al instante.
El día de su funeral sobre el laboratorio que los militares dieron al profesor Azuma cae desde el espacio un extraño rayo de energía adornado con diagramas del Árbol de la vida que hace reaccionar el caldo de cultivo de las partes humanas creadas con neocitos, estas comienzan a ensamblarse creando los cuerpos de una nueva especie de homínido, más fuertes, rápidos e inteligentes, llamados Neo Sapiens. Estos de inmediato son masacrados por el ejército, pero un pequeño grupo logra escapar, llevándose consigo a Midori. 
La huida de los Neo Sapiens es dura y durante el camino ven como muchos de ellos mueren de hambre, frío y otras carencias, sin embargo se esfuerzan por protegerse entre sí y cuidar a Midori, tras una larga marcha solo cuatro sobrevivientes logran llegar vivos a una fábrica militar abandonada donde se refugian; tras todo este tiempo el rencor por el sufrimiento vivido los ha hecho odiar a la humanidad, con Midori como única excepción. Una vez allí Burai, el más fuerte y resentido de ellos se nombra líder, Barashin y Saguree se convierten en sus generales y Akubon, quien es mudo y sufre deformaciones, estudia el uso de las máquinas y aprende a crear androides mientras se encarga de cuidar a Midori. El grupo comienza a crear un ejército de robots con el que vengarse de la Humanidad.
Tras la fuga de los Neo sapiens, el profesor Azuma introduce el cadáver de su hijo en el caldo de cultivo, resucitándolo como un Neo Sapien. Posteriormente entrega el cuerpo de Tetsuya al profesor Kozuki, un experto en diseño de armas, quien además es su mejor amigo y padre de Luna, pidiendo que se lo lleve y le ayude a reponerse. En laboratorio, Kozuki descubre que al no ser un Neo Sapien natural Tetsuya posee un poder desproporcionado que amenaza su propia existencia, por lo que lo viste con un traje de batalla blanco de su propia invención que evitará que su cuerpo explote. 
Burai ordena a Saguree que despliegue un ejército de robots y secuestre científicos para obligarlos a crear armas, por lo que la joven llega al laboratorio de Kozuki en un intento de capturarlo. Sin embargo, cuando el ejército de robots ataca el lugar los jóvenes logran escapar, pero el profesor es asesinado, lo que impulsa a Tetsuya a pelear por primera vez ocasionando la muerte de Saguree. 
Tetsuya se encuentra con el ejército de máquinas destruyendo la ciudad bajo el comando de Burai. El joven los enfrenta y destruye muchas de las máquinas rápidamente, pero a la hora de luchar con su líder es superado por el inmenso poder de éste y apenas sobrevive, sin lograr detener su avance. Al mismo tiempo, el teniente coronel Kamijo da un golpe de Estado y releva a su padre como gran dirigente de la nación. 
Sin saber que Barashin y Akubon los siguen, Tetsuya y Luna llegan al poblado enemigo donde él murió y cuando Luna enferma por la contaminación el doctor Furoi, médico de la localidad, la atiende y revela que realmente la Gran federación Asiática los invadió sin motivo ya que las acusaciones de terrorismo son solo una excusa para apoderarse del territorio y matar o apresar a los locales con impunidad. 
Cuando los soldados de la Federación llegan a secuestrar personas para usar en experimentos, Tetsuya decide adoptar el nombre Casshern, en honor a la divinidad protectora de la región y protegerlos. Allí es emboscado por Barashin, quien desea vengar la muerte de Saguree, a quien amaba en secreto, ambos se enfrascan en una pelea brutal y son incapaces de evitar que Akubon, Luna y la gente del lugar sea capturada por los soldados.
Akubon escapa con Luna por el interior del transporte, descubriendo que los cautivos son asesinados y almacenados para experimentación, sin embargo, un científico los ataca y hiere al neo sapien, salvándose Luna por la llegada de Kotaro, quien asesina al científico. Tras derrotar a Barashin, la misteriosa energía se manifiesta nuevamente y transporta a Casshern a la capital junto a Luna; al mismo tiempo se presenta allí Burai, quien se lleva a la pareja y a su camarada hasta su base donde Akubon fallece.
Burai le explica su objetivo a Casshern: ha creado un arma que barrerá a la humanidad, convencido de que así erradicará del mundo el odio, dolor, guerras y todo lo que para él es sinónimo de la humanidad. Ambos se enzarzan en una lucha en la que Burai sale victorioso y tras esto, activa la gran bomba montada en un robot gigante que está en medio del campo de batalla.
Kamijo llega a la base neo sapien y allí revela la verdad a Burai: los Neocitos no eran una creación de Azuma sino un descubrimiento; estaban latentes en los genes de ciertas etnias y era necesario obtener enormes cantidades de cadáveres para experimentar, por lo que se acusó de terrorismo a esa región para masacrar a sus habitantes. Las partes de las que nacieron los Neo Sapiens en realidad no eran órganos sintéticos sino cadáveres de prisioneros de guerra, por lo que él también tiene un origen humano, tras esto Kamijo se inmola con una granada que destruye el lugar y a Burai.
Casshern intenta detener el temporizador de la bomba mientras recuerda que siendo soldado fue obligado por sus compañeros a asesinar a la esposa e hijo recién nacido del humano que posteriormente se convirtió en Burai frente a sus ojos.
Al volver a la base, Tetsuya se encuentra con su padre vivo, quien le explica no solo que seguirá con sus experimentos, sino también que planea resucitar a Midori como hizo con él; pero Tetsuya se niega a dejar que haga semejante atrocidad, por lo que Kotaro mata a Luna razonando que aceptará para revivirla; sin embargo el joven desata su furia y asesina a su padre en represalia.
El cadáver de Luna se contamina con la sangre de Burai y resucita, pero le advierte a Tetsuya como siente en su interior la consciencia de Burai y sus deseos de matarlo, aun así ambos se abrazan, pero la voluntad del Neo Sapien se impone y Luna desgarra el traje de Tetsuya explotando ambos en un destello de luz.
Acto seguido, las almas, en forma de una pequeña luz, salen del interior de cada uno de los cadáveres ocasionados por la bomba. Estas luces se transforman en una gran esfera luminosa y, cuando Casshern y Luna se unen a ella, se convierte en un rayo similar al del principio de la historia, que se encamina por el espacio. Por un momento es posible ver los recuerdos de toda la humanidad que esta allí contenida, no solo los días felices de Luna, Tetsuya y sus familias, sino también de los Neo Sapiens cuando aún eran humanos, revelando que antes de convertirse en neo sapiens Burai efectivamente era un esposo y padre común, el doctor Furoi era el padre de Barashin quien estaba felizmente casado con Saguree y Akubon era un músico joven y saludable.
Mientras el rayo viaja por el espacio finalmente su recorrido acaba en un planeta joven y fértil, allí nuevamente cae e impacta un charco de caldo primordial, pero a diferencia de lo que sucedió en la Tierra, este no es un compuesto sintético nacido de la muerte sino uno originado por la naturaleza, por lo que gracias a esta energía cósmica inicia una reacción creando los primeros indicios de vida que existirán en ese mundo.

## Reparto
- Yusuke Iseya es Tetsuya Azuma/Casshern.
- Kumiko Aso es Luna Kozuki.
- Akira Terao es profesor Kotaro Azuma.
- Kanako Higuchi es Midori Azuma.
- Fumiyo Kohinata es profesor Kozuki.
- Hiroyuki Miyasako es Akubon.
- Jun Kaname es Barashin.
- Hidetoshi Nishijima es teniente coronel Kamijo.
- Mitsuhiro Oikawa es Kaoru Naito.
- Susumu Terajima es Sakamoto.
- Hideji Otaki es presidente Kamijo.
- Tatsuya Mihashi es profesor Furoi.
- Toshiaki Karasawa es Burai.
- Mayumi Sada es Saguree.

## Doblaje Mexicano
- Ricardo Mendoza como Tetsuya Azuma/Casshern.
- María Fernanda Morales como Luna Kozuki.
- Alejandro Illescas como Profesor Kotaro Azuma.
- Belinda Martínez como Midori Azuma.
- Humberto Vélez como Profesor Kozuki.
- Rafael Rivera como Akubon.
- Cristina Camargo como Barashin.
- Germán Robles como Teniente-Coronel Kamijo.
- René García como Kaoru Naito.
- Roberto Mendiola como Sakamoto.
- Ricardo Tejedo como Presidente Kamijo.
- Benjamín Rivera como Profesor Furoi.
- Moises Palacios como Burai.
- Xóchitl Ugarte como Saguree.

## Producción
La película está basada libremente en la serie de anime 1973, Shinzō Ningen Kyashān (traducida como "Neo-Human Casshern", conocida simplemente como "Casshan" en Estados Unidos y como "Superboy Galáctico" en Hispanoamérica) del estudio de animación Tatsunoko Productions. Junto con las películas Able Edwards, Sky Captain and the World of Tomorrow, Immortal y Sin City, fue uno de los primeros largometrajes de acción en vivo que se filmaron usando fondos backlot digitales para crear la totalidad de los ambientes, con los actores actuando frente a una pantalla verde y todos, excepto los elementos escénicos más simples, se agregaron digitalmente en procesos posteriores.
Además de estar influenciado por Hamlet de Shakespeare, el director Kazuaki Kiriya afirma que se inspiró en la vanguardia rusa para la estética.
Según Kiriya, se necesitaron dos meses para rodar la película y seis meses de posproducción. El aspecto de la película se logró a través de una combinación de medios, desde CGI (supervisado por Haruhiko Shono), pinturas mate hasta incluso la participación de Kiriya con la cinematografía.
La versión japonesa contiene una banda sonora de 6.1 canales ( Dolby Digital 5.1 en la versión PAL Región 2 [ cita requerida ] ) y subtítulos en inglés. El tema principal, "Dareka no Negai ga Kanau Koro", fue escrito y cantado por la exesposa del director, la cantante pop Hikaru Utada.
La película fue el último papel de Tatsuya Mihashi antes de su muerte.

## Recepción
En Rotten Tomatoes, Casshern obtuvo una calificación de aprobación general del 70% a partir de 10 reseñas de críticos. Empire le dio 3 de 5 estrellas y lo describió como "defectuoso y desordenado, pero muy atractivo" mientras que el crítico de IGN, Hock Teh, le dio al lanzamiento en DVD estadounidense 8 de cada 10 indicando que "sin ninguna duda, Casshern es una pieza cinematográfica convincente".
El DVD recibió un lanzamiento oficial de la Región 1 el 16 de octubre de 2007. El lanzamiento en EE. UU. Es 24 minutos más corto que el original. Cuenta con una banda sonora japonesa estéreo Dolby Digital 5.1 y Dolby Digital, así como subtítulos en inglés.